# Skorochów
Skorochów (niem. Kohlsdorf; do 1996 Podłężek) – wieś w Polsce położona w województwie opolskim, w powiecie nyskim, w gminie Nysa, nad jez. Nyskim.
Wieś nie stanowi oddzielnej jednostki spisowej w GUS, jest liczona jako cześć Głębinowa.
W lutym 2013 sołtysem wsi Skorochów został wybrany Adam Mazguła.